# Gyrostemonaceae
Gyrostemonaceae é uma família de plantas angiospérmicas (plantas com flor - divisão Magnoliophyta), pertencente à ordem Brassicales.
Os membros desta família têm uma morfologia arbórea mas sobretudo arbustiva. Existentes nas zonas áridas das regiões temperadas a tropicais da Austrália.

## Géneros
- Codonocarpus, Cypselocarpus, Gyrostemon, Tersonia, Walteranthus.